# Национальное собрание (Кот-д’Ивуар)
Национальное собрание, или Национальная ассамблея, (фр. Assemblée nationale) Кот-д’Ивуара — нижняя палата парламента Кот-д’Ивуара с ноября 2016 года, в то время как верхняя палата — Сенат. В 1960—2016 годах Национальным собранием назывался однокамерный парламент страны. Парламент возник на основе полупредставительского органа французского колониального периода. Первое Национальное собрание появилось 27 ноября 1960 года, в него входило 70 депутатов в соответствии с первой Конституцией Кот-д’Ивуара от 31 октября 1960 года и образованием Первой республики.
Первое Национальное собрание Второй республики, избранное на период 2000—2005 годов, существовало на фоне внутреннего политического кризиса и Первой Ивуарийской гражданской войны. 
Следующие парламентские выборы прошли лишь в 2011 году. На них доминировало Движение республиканцев, партия президента Алассана Уаттары. 
После одобрения на референдуме новой Конституции в 2016 году парламент был разделён на две палаты Национальное собрание и Сенат. Национальное собрание, нижняя палата парламента, насчитывает 255 депутатов, которые избираются на четырёхлетний срок. Сенат будет образован после выборов 2020 года, поэтому до этого момента Национальное собрание будет продолжать исполнять функции парламента.